# Sokołów (Łódź)
Sokołów – dawna wieś, obecnie osiedle na Bałutach w Łodzi.

## Historia
Dawniej samodzielna miejscowość. Od 1867 w gminie Nakielnica. W okresie międzywojennym należał do powiatu łódzkiego w woj. łódzkim. W 1921 roku liczył 113 mieszkańców. 27 marca 1924 zniesiono gminę Nakielnica, a Sokołów włączono do nowo utworzonej gminy Brużyca Wielka. 1 września 1933 Sokołów ustanowił odrębną gromadę (sołectwo) w granicach gminy Brużyca Wielka.
Podczas II wojny światowej włączona do III Rzeszy. Po wojnie Sokołów powrócił do powiatu łódzkiego w woj. łódzkim jako jedna z 20 gromad gminy Brużyca Wielka. W związku z reorganizacją administracji wiejskiej jesienią 1954, Sokołów wszedł w skład nowej gromady Brużyca Wielka. W 1971 roku ludność wsi wynosiła 277.
Od 1 stycznia 1973 w gminie Aleksandrów Łódzki. W latach 1975–1987 miejscowość należała administracyjnie do województwa łódzkiego.
1 stycznia 1988 Sokołów (351,64 ha) włączono do Łodzi.